# Bernard Seurre
Pour les articles homonymes, voir Seurre (homonymie).

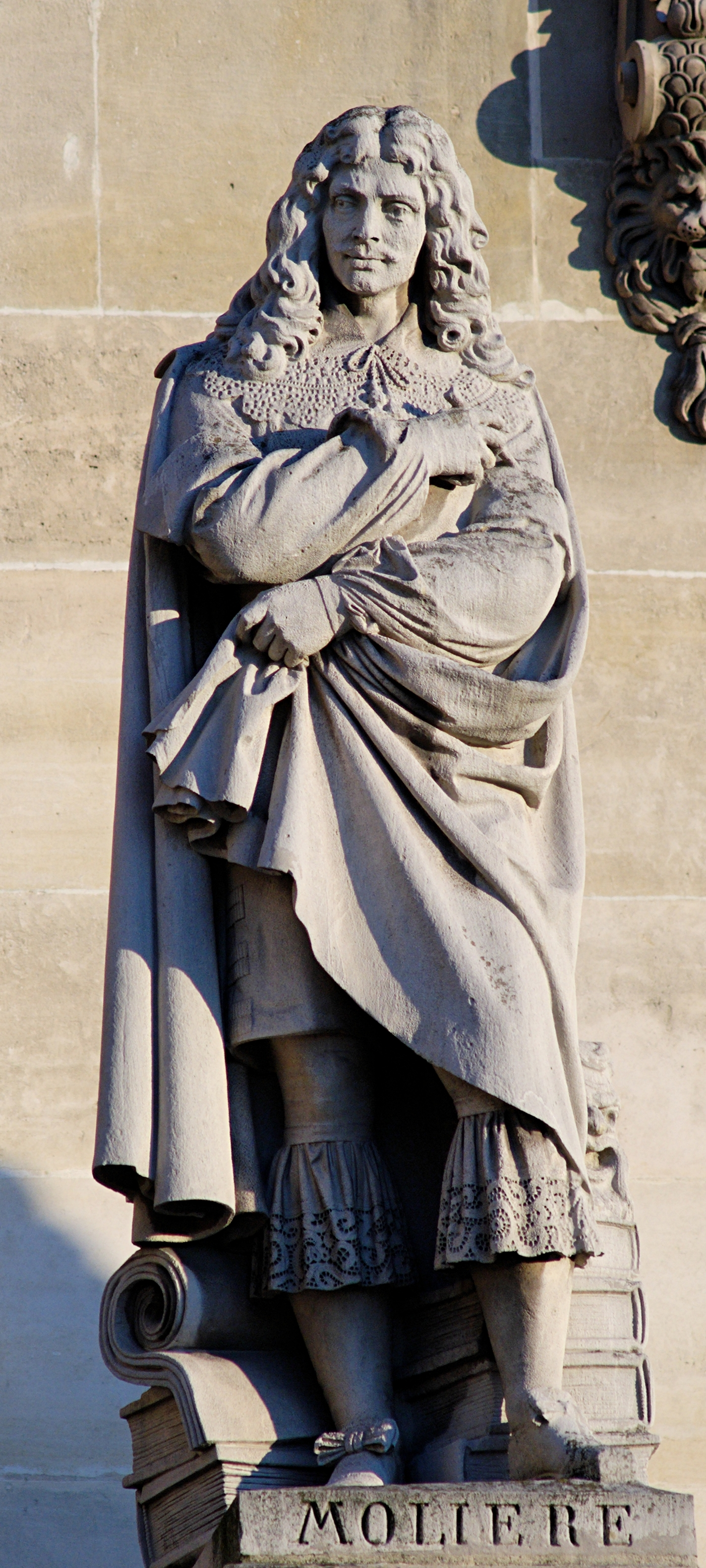
Statue de Molière, cour Napoléon du palais du Louvre.

Bernard Gabriel Seurre, ou Bernard Seurre, dit Seurre aîné est un sculpteur français né à Paris le 11 juillet 1795 et mort à Paris 5e le 3 octobre 1867.
Son frère cadet Charles Émile Seurre est également sculpteur.

## Biographie
Élève du sculpteur Pierre Cartellier, Bernard Seurre remporte en 1818 le prix de Rome de sculpture pour le relief Chélonis implorant la grâce de son époux Cléombrote.
Bernard Seurre participe de 1833 à 1836 à la décoration de l'arc de triomphe de l'Étoile à Paris, dessinant même un projet pour son couronnement en 1833.

## Œuvres
- La Bataille d'Aboukir, bas-relief, pierre, Paris, Arc de triomphe de l'Étoile, façade est (côté champs-Élysées), au-dessus de L'Apothéose de Napoléon 1er ou Le Triomphe de 1810 par Jean-Pierre Cortot
- Frise d'entablement, Paris, Arc de triomphe de l'Étoile, façade ouest (côté avenue de la Grande-Armée), moitié droite
- Frise d'entablement, Paris, Arc de triomphe de l'Étoile, façade sud (côté avenue Kléber), moitié gauche
- Molière assis en méditation, statue plus grande que nature, bronze, Paris, fontaine Molière, angle de la rue de Richelieu et de la rue Molière
- Jean de La Fontaine, statue, marbre, Paris, palais de l'Institut
- La Modestie, 1831, figure allégorique en relief, Paris, cimetière du Père-Lachaise, tombe de Pierre Cartellier, face latérale gauche
- Portrait de Nicolas Béhuchet, amiral de France, mort en 1340 (vers 1838), buste, plâtre, Versailles, châteaux de Versailles et de Trianon
- La France victorieuse, projet d'allégorie pour le couronnement de l'Arc de triomphe de l'Étoile, 1833, dessin, Paris, musée d'Orsay

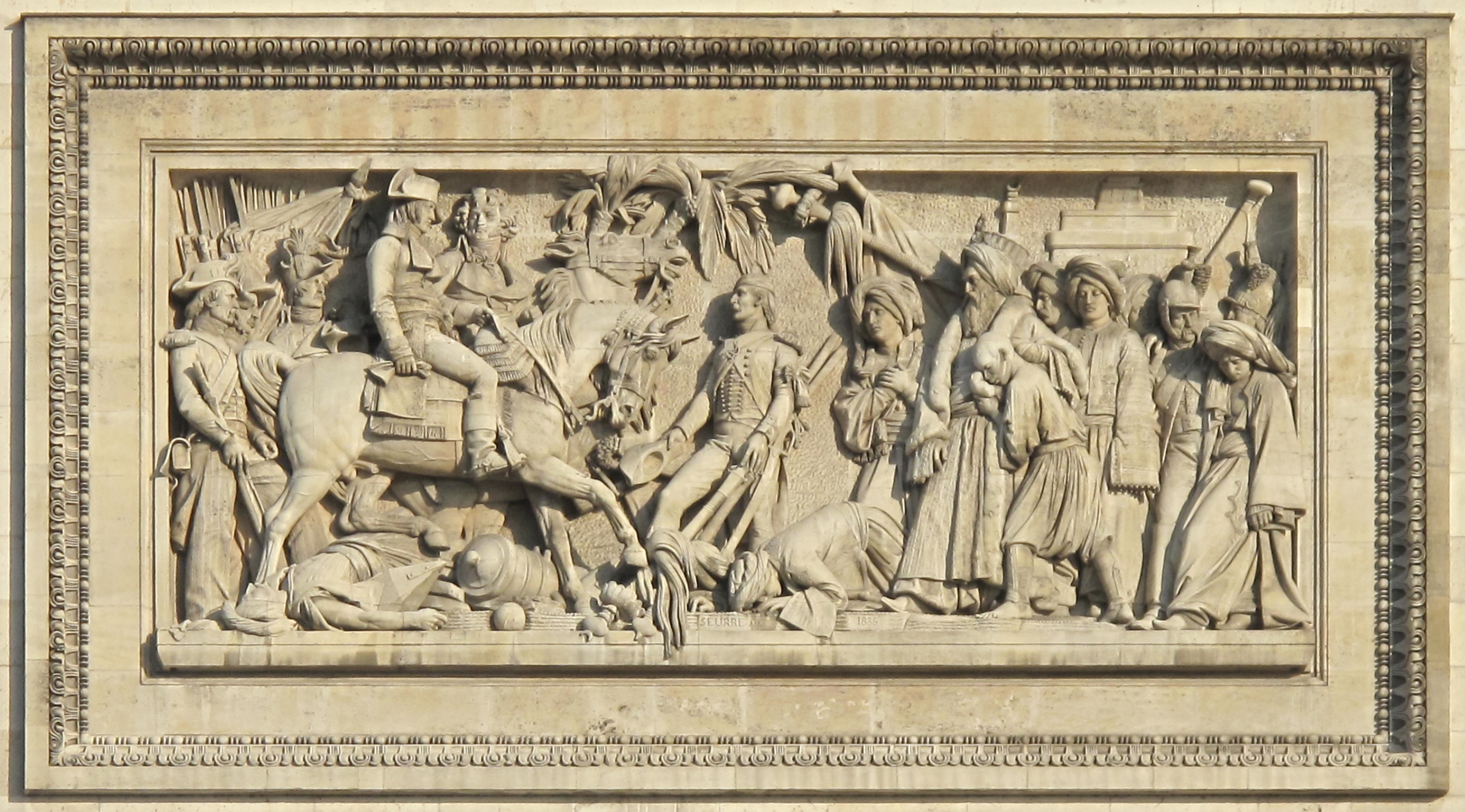
Bas-relief bataille d'Aboukir